# Dinah Craik

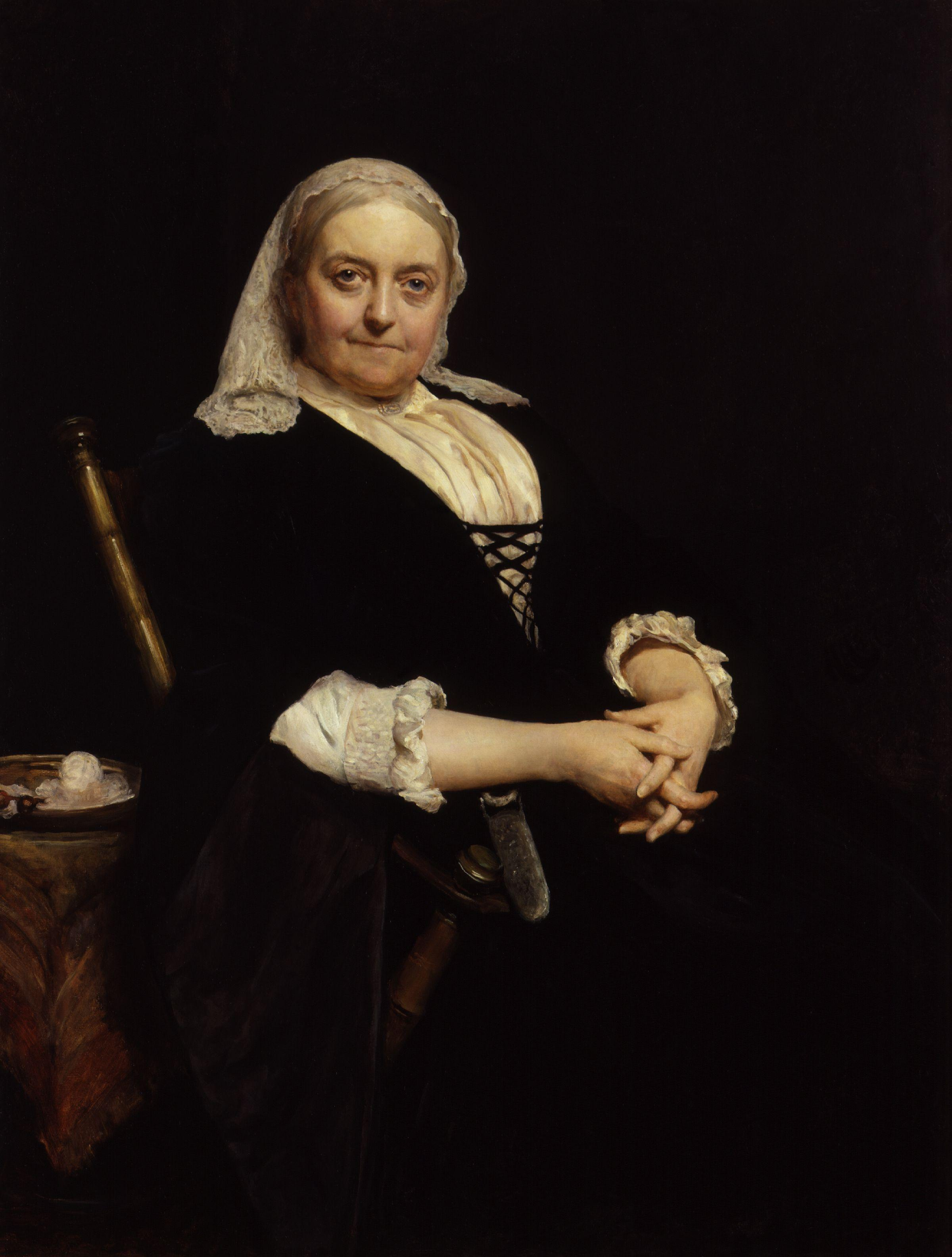
Dinah Craik, Hubert von Herkomer, 1887

Dinah Maria Mulock Craik (Stoke-on-Trent, 20 aprile 1826 – 12 ottobre 1887) è stata una scrittrice e poetessa inglese.

## Biografia
Suo padre, Thomas Mulock, era un pastore protestante appartenente al nonconformismo. Sin da piccola si dedicò alla letteratura e alla scrittura, ed aiutò sua madre come maestra del paese. Nel 1831 la famiglia si trasferì a Newcastle-under-Lyme, dove Dinah frequentò la Brampton House Academy. Nel 1839 la nonna materna morì, e il lascito a favore della madre permise a tutta la famiglia di trasferirsi a Londra, dove la giovane Dinah iniziò a studiare disegno alla Government School of Design e diverse lingue, compreso il latino e l'italiano. Il forte moralismo religioso del padre non ammetteva di accondiscendere ai piaceri della letteratura e dell'arte, tuttavia l'amicizia paterna con Charles Mathews, manager del celebre teatro londinese Covent Garden permise alla famiglia Mulock di assistere di tanto in tanto a diverse rappresentazioni teatrali e in particolare alla giovane Dinah di conoscere numerosi attori ed attrici dell'epoca. Sempre grazie alle amicizie della famiglia, Dinah entrò in contatto con diverse figure letterarie di una certa levatura, come i drammaturghi George e Maria Lovell e la giovane poetessa Eliza Leslie; e non ultimi il giornalista Samuel Carter Hall e sua moglie
la scrittrice di origini irlandesi Anna Maria Hall.
Nel 1841 pubblicò alcuni versi in onore della nascita della principessa Vittoria e pubblicati nello Staffordshire Advertiser. Il 3 ottobre 1845 morì sua madre dopo una lunga malattia, ed il padre si rifiutò di assistere i figli con il pretesto di essere troppo preso dai suoi impegni a favore della dottrina nonconformista.  La giovane Dinah decise di usare il consenso ed i guadagni dovuti ai suoi primi lavori letterari per sostenere i suoi due fratelli dei quali, Tom, il più grande dei due, era un pittore di talento e compagno di studi del celebre artista William Holman Hunt, ma che tuttavia morì il 12 febbraio 1847 in un incidente. In quello stesso anno Dinah, divenuta ormai maggiorenne, ottenne i diritti per ereditare la sua parte del lascito materno, ottenendo quindi una discreta somma vitalizia con la quale sostenne l'altro fratello, Ben, studente di ingegneria civile, ospitandolo nella sua casa a Tottenham Court Road.
Liberatasi dal fardello delle necessità economiche, poté dedicarsi alla stesura di un romanzo di ampio respiro dal titolo The Ogilvies, pubblicato nel 1849, che la celebre letterata Mary Russell Mitford scambiò per un lavoro della grande scrittrice Elizabeth Barrett Browning. L'anno successive uscì la novella Olive che la portò definitivamente alla ribalta letteraria della Londra vittoriana.
Nel 1850 suo fratello Ben ottenne la maggiore età usufruì della sua quota di eredità materna per partire per l'Australia, e Dinah, rimasta ormai sola, strinse una forte amicizia con Frances Martin, una giovane di belle speranze, che avrebbe fondato nel 1854 il Working Women's College, un istituto per l'educazione degli adulti e dei ciechi, e con il poeta John Westland Marston di cui divenne madrina per suo figlio Philip, nato nel 1850.
Il 29 aprile 1865 si sposò a Bath con lo scrittore e critico letterario scozzese George Lillie Craik, con il quale adottò  una bambina di nome Dorothy, nel 1869. In quello stesso anno i Craik si trasferirono nei pressi di Bromley, un piccolo centro a sud-est di Londra, dove avevano fatto costruire The Corner House, una magione disegnata dal giovane architetto Norman Shaw.
Morì per un arresto cardiaco all'età di 61 anni. Pochi anni prima della morte diede un consiglio ad Oscar Wilde che riguardava il nome di una rivista di cui era il curatore, la sua richiesta venne accolta.

## Opere
Alcune fra le sue opere:
- The Ogilvies  (1849)
- Olive  (1850)
- John Halifax (1856) basato sulla vita di John Dobell, un mercante di vino che proviene dal Cheltenham.
- Life for a Life (1859)
- The Head of the Family  (1851)

Inoltre ha pubblicato anche Agatha's Husband (1853), Hannah (1871), The Little Lame Prince and his Travelling Cloak (1875), e Young Mrs. Jardine (1879).